# کوهلشوارتس
کوهلشوارتس (به آلمانی: Kohlschwarz) یک منطقهٔ مسکونی در اتریش است که در ویتسبرگ واقع شده‌است. کوهلشوارتس ۱۵٫۹۵ کیلومتر مربع مساحت دارد ۷۰۰ متر بالاتر از سطح دریا واقع شده‌است.